# Cromañón
Cromañón és una sèrie de televisió per internet basada en fets reals de drama juvenil argentina original de Prime Video. La història se centra en un grup d'amics afectats pels successos ocorreguts durant la massacre de Cromañón el 2004. És protagonitzada per Olivia Nuss, Toto Rovito, José Giménez Zapiola, Luis Machín, Soledad Villamil, Antonia Bengoechea, Lautaro Rodríguez, Nicole Mottchouk i Eloy Rossen. La sèrie es va estrenar el 8 de novembre de 2024.

## Argument
La sèrie se centra en un grup d'amics que, en la nit del 30 de desembre de 2004, assisteixen a un recital de la banda de rock Callejeros pper a divertir-se. No obstant això, la seva sortida acaba per convertir-se en una nit traumàtica quan es produeix un incendi fatal en el lloc i provoca la mort de 194 persones, que posteriorment va ser catalogat pels mitjans de comunicació com la Tragèdia de Cromañón.

## Repartiment

### Principal
- Olivia Nuss com a Malena Guzmán
- Toto Rovito com a Nicolás
- José Giménez Zapiola com a Lucas Binder
- Luis Machín com a Carlos Binder
- Soledad Villamil com a Betty Guzmán
- Antonia Bengoechea com a Tamara Binder
- Lautaro Rodríguez com a «Cheti» Marcheti
- Nicole Mottchouk com a Lucila
- Eloy Rossen com a Martín «Bichito» Caruso

### Secundari
- Alan Madanes com a Tuca
- Valentín Wein com a Víctor Rizzolo
- Olivia Molinaro Eijo com a Anita Marcheti
- Carolina Kopelioff com a Julia
- Kevsho com a Javier Filgueira
- Manuela Olivera Perez com a Mani
- Paola Barrientos com a Adriana
- Muriel Santa Ana com a Silvia Binder

### Participacions
- Esteban Lamothe com a Ricardo
- Gastón Soffritti com a el Alemán
- Dani La Chepi com a Susana
- Javier Drolas com a Juan Carlos
- Roberto Suárez com a Omar Chabán
- Manolo Farachio com a Pato Fontanet

## Episodis
| Núm. | Títol    | Direcció          | Guió                                               | Data d'emissió original |
| ---- | -------- | ----------------- | -------------------------------------------------- | ----------------------- |
| 1    | «Uno»    | Marialy Rivas     | Josefina Licitra, Pablo Plotkin i Martín Vatenberg | 8 de novembre de 2024   |
| 2    | «Dos»    | Marialy Rivas     | Josefina Licitra, Pablo Plotkin i Martín Vatenberg | 8 de novembre de 2024   |
| 3    | «Tres»   | Fabiana Tiscornia | Josefina Licitra, Pablo Plotkin i Martín Vatenberg | 8 de novembre de 2024   |
| 4    | «Cuatro» | Fabiana Tiscornia | Josefina Licitra, Pablo Plotkin i Martín Vatenberg | 8 de novembre de 2024   |
| 5    | «Cinco»  | Marialy Rivas     | Josefina Licitra, Pablo Plotkin i Martín Vatenberg | 8 de novembre de 2024   |
| 6    | «Seis»   | Fabiana Tiscornia | Josefina Licitra, Pablo Plotkin i Martín Vatenberg | 8 de novembre de 2024   |
| 7    | «Siete»  | Fabiana Tiscornia | Josefina Licitra, Pablo Plotkin i Martín Vatenberg | 8 de novembre de 2024   |
| 8    | «Ocho»   | Marialy Rivas     | Josefina Licitra, Pablo Plotkin i Martín Vatenberg | 8 de novembre de 2024   |

## Producció
El 23 de juliol de 2020, la revista Deadline Hollywood va informar que la productora About Entertainment d'Armando Bó Jr i Amazon MGM Studios havien començat els plans per a desenvolupar una nova sèrie sobre la tragèdia de Cromañón que seria distribuïda per la plataforma de vídeo sota demanda Prime Video, per a la qual ja havien produït la sèrie xilena El presidente (2020-2022).
Així mateix, es va revelar que es tractaria d'una sèrie coming-of-age centrada en un grup d'adolescents afectats per la tràgica nit que es va emportar la vida 194 joves.
Al setembre del 2022, es va anunciar que Fabiana Tiscornia havia estat triada per a dirigir els episodis de la sèrie i el seu rodatge es va dur a terme el mes d'octubre d'aquest mateix any en Montevideo, Uruguai durant dos mesos; i després la producció va ser traslladada per a la seva finalització en Buenos Aires, on les filmacions van durar dues setmanes. En relació amb el càsting, els primers noms develados van ser Toto Rovito, net de l'actriu Bárbara Mujica i l'actor Lautaro Rodríguez.
A l'octubre del 2023, Bó va expressar en una entrevista que la sèrie estava en procés de finalització. El 19 de desembre d'aquest any, Prime Vídeo va difondre les primeres imatges de la sèrie, confirmant l'elenc complet i que el seu llançament seria en 2024.

## Premis i nominacions
| Llista de premis i nominacions | Llista de premis i nominacions | Llista de premis i nominacions                                           | Llista de premis i nominacions                                 | Llista de premis i nominacions | Llista de premis i nominacions |
| Any                            | Organització                   | Categoria                                                                | Nominat/a(s)                                                   | Resultat                       | Ref(s)                         |
| ------------------------------ | ------------------------------ | ------------------------------------------------------------------------ | -------------------------------------------------------------- | ------------------------------ | ------------------------------ |
| 2024                           | Premis Còndor de Plata         | Millor minisèrie                                                         | Cromañón                                                       | Guanyador                      | [ 15 ]                         |
| 2024                           | Premis Còndor de Plata         | Millor actriu protagonista                                               | Olivia Nuss                                                    | Guanyador                      | [ 15 ]                         |
| 2024                           | Premis Còndor de Plata         | Millor actor protagonista                                                | Toto Rovito                                                    | Guanyador                      | [ 15 ]                         |
| 2024                           | Premis Còndor de Plata         | Millor actriu de repartiment                                             | Soledad Villamil                                               | Guanyador                      | [ 15 ]                         |
| 2024                           | Premis Còndor de Plata         | Millor actor de repartiment                                              | Luis Machín                                                    | Guanyador                      | [ 15 ]                         |
| 2024                           | Premis Còndor de Plata         | Revelació femenina                                                       | Olivia Molinaro Eijo                                           | Guanyador                      | [ 15 ]                         |
| 2024                           | Premis Còndor de Plata         | Revelació femenina                                                       | Olivia Nuss                                                    | Guanyador                      | [ 15 ]                         |
| 2024                           | Premis Còndor de Plata         | Revelació masculina                                                      | Alan Madanes                                                   | Guanyador                      | [ 15 ]                         |
| 2024                           | Premis Còndor de Plata         | Revelació masculina                                                      | Eloy Rossen                                                    | Guanyador                      | [ 15 ]                         |
| 2024                           | Premis Còndor de Plata         | Revelació masculina                                                      | Kevsho                                                         | Guanyador                      | [ 15 ]                         |
| 2024                           | Premis Còndor de Plata         | Revelació masculina                                                      | Valentín Wein                                                  | Guanyador                      | [ 15 ]                         |
| 2024                           | Premis Còndor de Plata         | Millor guió original                                                     | Josefina Licitra, Martín Vatenberg i Pablo Plotkin             | Guanyador                      | [ 15 ]                         |
| 2024                           | Premis Còndor de Plata         | Millor direcció de fotografia                                            | Federico Cantini i Sebastián Cantillo                          | Guanyador                      | [ 15 ]                         |
| 2024                           | Premis Còndor de Plata         | Millor muntatge                                                          | Andrea Kleinman, César Custodio, Inti Nieto i Santiago Parysow | Guanyador                      | [ 15 ]                         |
| 2024                           | Premis Còndor de Plata         | Millor disseny de vestuari                                               | Carolina Duré                                                  | Guanyador                      | [ 15 ]                         |
| 2024                           | Premis Còndor de Plata         | Millor música original                                                   | Gabriel Pedernera, Hernán Segret i Evlay                       | Guanyador                      | [ 15 ]                         |
| 2024                           | Premis Còndor de Plata         | Millor direcció de càsting                                               | Gustavo Chantada i Tati Rojas                                  | Guanyador                      | [ 15 ]                         |
| 2024                           | Premis Còndor de Plata         | Millor maquillatge i perruqueria                                         | Luciana Díaz                                                   | Guanyador                      | [ 15 ]                         |
| 2024                           | Premis Còndor de Plata         | Millor disseny de so                                                     | Leandro de Loredo                                              | Guanyador                      | [ 15 ]                         |
| 2024                           | Premis Còndor de Plata         | Millor direcció                                                          | Fabiana Tiscornia i Marialy Rivas                              | Guanyador                      | [ 15 ]                         |
| 2024                           | Premis Còndor de Plata         | Millor cançó original                                                    | «Lo que perdí»                                                 | Guanyador                      | [ 15 ]                         |
| 2024                           | Premis Còndor de Plata         | Millor cançó original                                                    | «Respirar»                                                     | Guanyador                      | [ 15 ]                         |
| 2025                           | Premis Carlos Gardel           | Millor àlbum banda de so de cinema / televisió / producció audiovisual]] | Cromañón                                                       | Pendent                        | [ 16 ]                         |